# Xestia
Xestia là một chi bướm đêm (họ Noctuidae). Đây là chi điển hình của tông Xestiini thuộc phân họ Noctuinae, mặc dù một số học giả trộn tông này với tông Noctuini. Các loài thuộc chi này thường có tên tiếng Anh là "clay", "dart" hoặc "rustic", tuy nhiên đây cũng là những tên thông thường trong họ Noctuidae. Bướm đêm Xestia phân bố rộng, chủ yếu ở vùng Hôlactic.

### Đồng nghĩa
| - Agrotimorpha Barnes & BenjaminBản mẫu:Check, 1929 - Agrotiphila Grote, 1876Bản mẫu:Check - Amathes Hübner, [1821] - Anomogyna Staudinger, 1871 - Archanarta Barnes & Benjamin, 1929 - Ashworthia Beck, 1996 - Asworthia (lapsus) - Barrovia Barnes & McDunnoughBản mẫu:Check, 1916 - Calamogyna (lapsus) - Calanomogyna Beck, 1996 - Calocestia (lapsus) - Caloxestia Beck, 1996 - Castanasta Beck, 1996 | - Cenigria Beck, 1996 - Epipsiliamorpha Barnes & BenjaminBản mẫu:Check, 1929 - Ericathia Beck, 1996 - Hiptelia Guenée, 1852 - Hypoxestia Hampson, 1903Bản mẫu:Check - Hyptioxesta Rebel, 1901 - Knappia Nye, 1975 - Lankialaia Beck, 1996 - Lena Herz, 1903 (non Casey, 1886 preoccupied) - Litaea (lapsus) - Lorezea (lapsus) - Lorezia Beck, 1996 - Lytaea Stephens, 1829 | - Megarhomba Beck, 1996 - Megasema Hübner, [1821] - Monticollia Beck, 1996 - Pachnobia Guenée, 1852 - Palaeamathes Boursin, 1964 - Paramathes Boursin, 1964 - Palkermes Beck, 1996 - Palkkermes (lapsus) - Peranomogyna Beck, 1996 - Platagrotis Smith, 1890 - Pteroscia Morrison, 1875 - Schoyenia Aurivillius, 1883 - Segetia Stephens, 1829 - Synanomogyna Beck, 1996 - Xenopachnobia Beck, 1996 |

### Phân chiAnomogyna

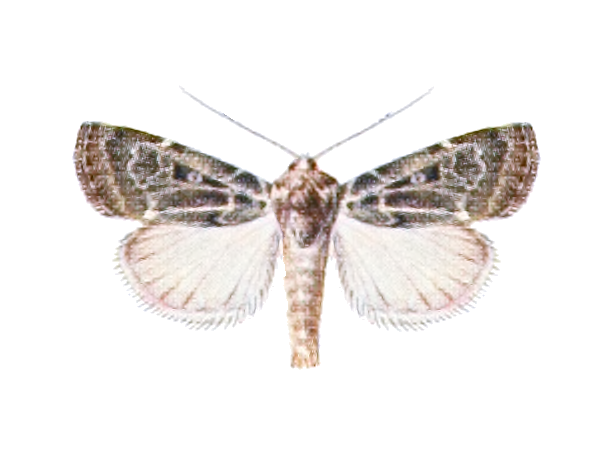
X. (Anomogyna) caelebs, adult male

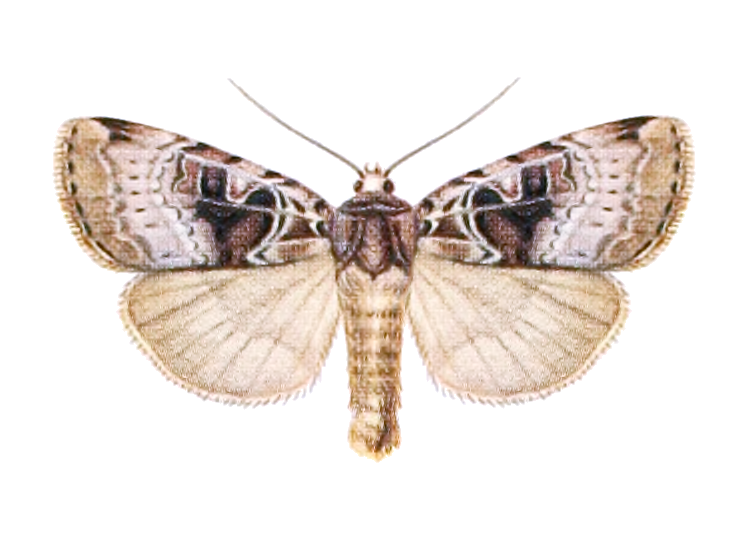
X. (Megasema) kollari kollari, adult male

| - Xestia albuncula (Eversmann, 1851) - Xestia alpicola – miền bắc Dart (type của Xenopachnobia) - Xestia badicollis – miền bắc Variable Dart, miền bắc Conifer Dart, White Pine Cutworm (possibly belongs in X. elimata) - Xestia borealis (Nordström, 1933) - Xestia brunneopicta (Matsumura, 1925) - Xestia caelebs - Xestia dilucida – Dull Reddish Dart, Reddish Heath Dart - Xestia distensa (Eversmann, 1851) (sometimes in X. laetabilis) - Xestia elimata – miền nam Variable Dart, Variable Climbing Caterpillar - Xestia fabulosa (Ferguson, 1965) - Xestia fennica (Brandt, 1936) - Xestia gelida (Sparre-Schneider, 1883) (type của Peranomogyna) | - Xestia imperita (Hübner, [1831]Bản mẫu:Check) - Xestia infimatis Grote, 1880Bản mẫu:Check (tentatively placed here, may belong in phân chi Xestia) - Xestia laetabilis (Zetterstedt, [1839]Bản mẫu:Check) (type của Anomogyna) - Xestia mustelina Smith, 1900Bản mẫu:Check - Xestia perquiritata – Boomerang Dart - Xestia praevia (possibly belongs in X. elimata) - Xestia rhaetica (type của Synanomogyna) - Xestia sincera (type của Calanomogyna) - Xestia speciosa (type của Platagrotis) - Xestia vernilis Grote, 1879 - Xestia viridiscens (Turati, 1919) (sometimes in X. speciosa) - Xestia yatsugadakeana (Matsumura, 1926) |

### Phân chiMegasema

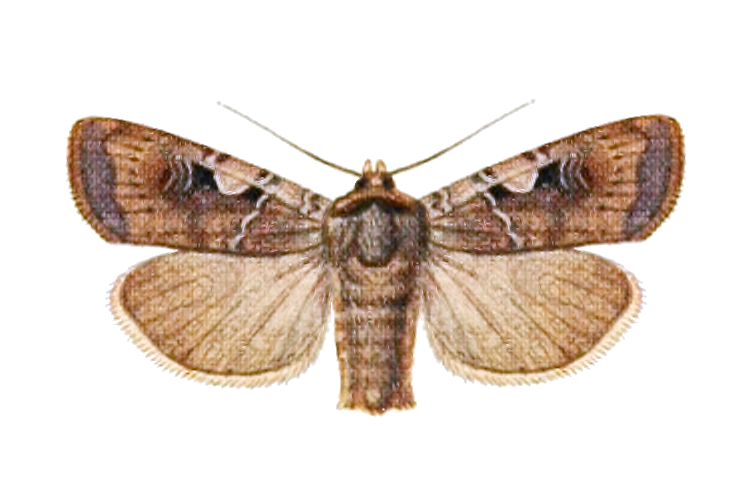
X. (Megasema) c-nigrum deraiota, adult male

| ashworthii/"Ashworthia" group - Xestia ashworthii – Ashworth's Rustic (type của Ashworthia) - Xestia okakensis Packard, 1867Bản mẫu:Check - Xestia okakensis okakensis Packard, 1867Bản mẫu:Check - Xestia okakensis morandi (Benjamin, 1934) (sometimes considered distinct species) - Xestia scropulana Morrison, 1874Bản mẫu:Check (trước đây gọi là in X. wockei) - Xestia wockei kollari group - Xestia kollari (Lederer, 1853) | c-nigrum group - Xestia c-nigrum – Setaceous Hebrew Character, "spotted cutworm" (type của Cenigria) - Xestia ditrapezium – Triple-spotted Clay - Xestia dolosa – Greater Black-letter Dart, Woodland Spotted Cutworm, "spotted cutworm" - Xestia praetermissa WarrenBản mẫu:Check (possibly belongs in X. c-nigrum) - Xestia triangulum – Double Square-spot (type của Megasema) Species group unknown - Xestia inuitica Lafontaine & Hensel, 1998 |

### Phân chiPachnobia

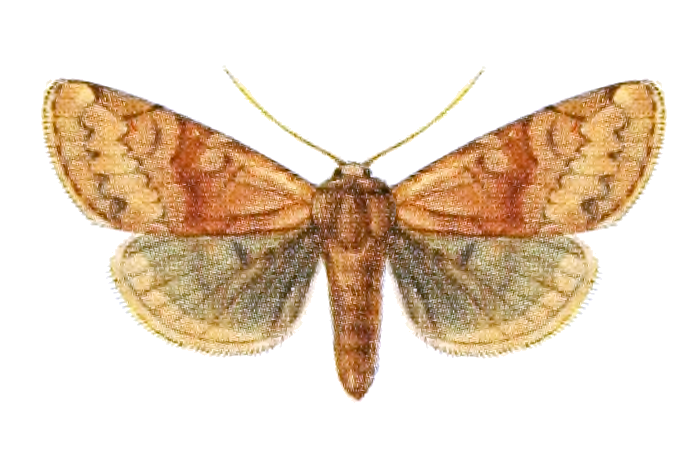
X. (Pachnobia) lorezi lorezi, adult male

| - Xestia alaskae (type của Epipsiliamorpha; tentatively placed here, may belong in phân chi Schoyenia) - Xestia atrata (Morrison, 1875) (type của Pteroscia) - Xestia atrata atrata (Morrison, 1874) - Xestia atrata filipjevi (Shljuzhko, 1926) - Xestia atrata haraldi Fibiger, 1997 - Xestia atrata ursae (McDunnough, 1940) - Xestia atrata yukona (McDunnough, 1921) - Xestia kolymae (Herz, 1903) | - Xestia kruegeri Kononenko & Schmitz, 2004 - Xestia laxa Lafontaine & Mikkola, 1998 - Xestia lorezi (type của Lorezia) - Xestia lupa Lafontaine & Mikkola, 1998 - Xestia penthima (Erschov, 1870) (type của Hyptioxesta) - Xestia tecta (Hübner, [1808]) (type của Pachnobia) - Xestia tecta tecta (Hübner, [1808]) - Xestia tecta tectoides (Corti, 1926) |

### Phân chiSchoyenia

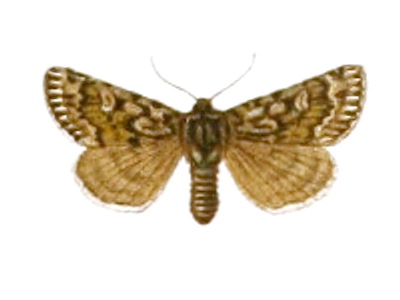
X. (Schoyenia) quieta, adult

| - Xestia aequaeva (Benjamin, 1934) - Xestia aequaeva aequaeva (Benjamin, 1934) - Xestia aequaeva glaucina Lafontaine & Mikkola, 1996 - Xestia brachiptera (Kononenko 1981) - Xestia bryanti (Benjamin, 1933) (= X. acraea) - Xestia fergusoni Lafontaine, 1983 - Xestia intermediaBản mẫu:Check (Kononenko, 1981) - Xestia liquidaria (Eversmann, 1848) (= X. arctica Aurivillius, 1883 (non Zetterstedt, 1839: preoccupied), X. fasciata, X. unifasciata; type của Schoyenia) | - Xestia lyngei (Rebel, 1923) (type của Lankialaia) - Xestia lyngei lyngei (Rebel 1923) - Xestia lyngei aborigenea Kononenko 1983 - Xestia magadanensis Kononenko & Lafontaine 1983 - Xestia quieta (type của Archanarta) - Xestia similis Kononenko 1981 - Xestia thula Lafontaine & Kononenko, 1983 - Xestia woodi Lafontaine & Kononenko, 1983 |

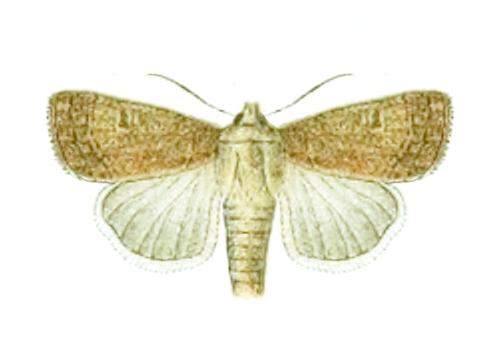
X. (Xestia) palaestinensis, adult female

### Phân chiXestia

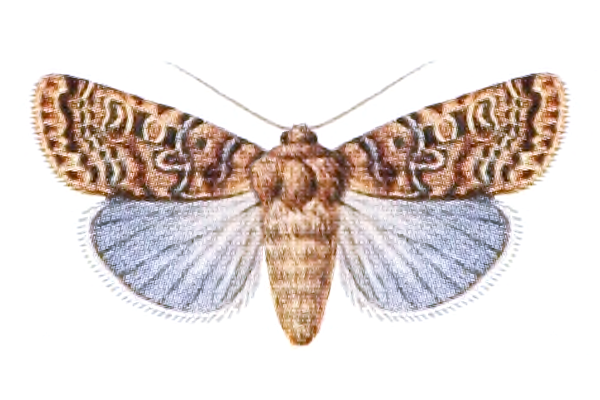
X. (Xestia) bolteri, adult female

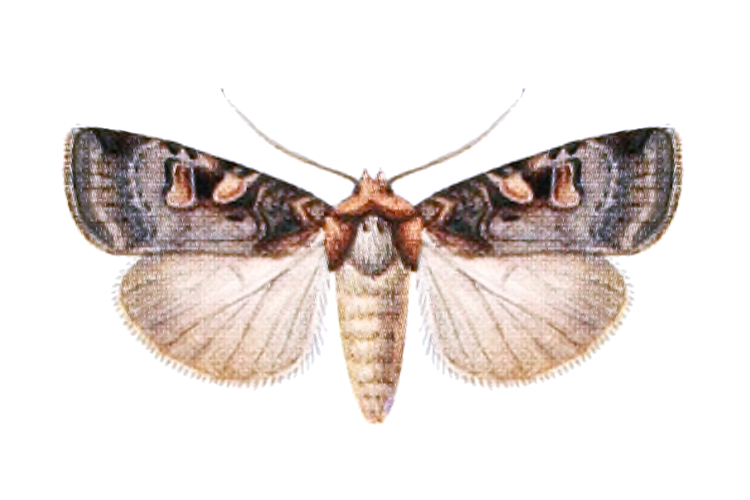
X. (Xestia) conchis, adult female

| baja/"Amathes" group - Xestia baja – Dotted Clay (type của Amathes) - Xestia smithii – Smith's Dart (possibly belongs in X. baja) castanea/"Castanasta/Ericathia" group - Xestia agathina – Heath Rustic (type của Ericathia) - Xestia castanea – Grey Rustic, The Neglected (type của Castanasta) - Xestia jordani (Turati, 1912) collina/"Monticollia" group - Xestia collina (type của Monticollia) ochreago group - Xestia ochreago sexstrigata/"Lytaea" group - Xestia sexstrigata – Six-striped Rustic (type của Lytaea) stigmatica/"Megarhomba" group (= "rhomboidea group", misidentification) - Xestia sareptana - Xestia stigmatica – Square-spotted Clay (type của Megarhomba) trifida/"Caloxestia" group - Xestia trifida (type của Caloxestia) | xanthographa/"Segetia" group - Xestia cohaesa - Xestia kermesina (Mabille, 1869)Bản mẫu:Check (type của Palkermes) - Xestia kermesina kermesina (Mabille, 1869)Bản mẫu:Check - Xestia kermesina virescens Turati, 1912Bản mẫu:Check - Xestia palaestinensis - Xestia xanthographa – Square-spot Rustic (type của Segetia) Species group unknown - Xestia badinosis (Grote, 1874) - Xestia bolteri - Xestia cinerascens (Smith, 1891) - Xestia conchis - Xestia dyris (Zerny, 1934)Bản mẫu:Check (tentatively placed here) - Xestia finatimis Lafontaine, 1998 - Xestia fuscostigma (Bremer, 1861) - Xestia lithoplana Hreblay & Ronkay 1998 - Xestia mejiasi Pinker, 1961 - Xestia normaniana – Norman's Dart - Xestia oblata (Morrison, 1875)Bản mẫu:Check - Xestia substrigata (Smith, 1895) - Xestia verniloides Lafontaine, 1998 |

### Incertae sedis
| "Agrotiphila" group - Xestia colorado (Smith, 1891) (type của Agrotiphila) - Xestia lankialai (Gronnblom 1962) - Xestia maculata (Smith, 1893) - Xestia staudingeri (type của Agrotimorpha) "Hypoxestia" group - Xestia dilatata (Butler, 1879)Bản mẫu:Check (type của Hypoxestia) ornata group - Xestia hypographa - Xestia ornata (trước đây gọi là in Eugraphe) "Palaeamathes" group - Xestia hoenei (Boursin, 1954)Bản mẫu:Check (type của Palaeamathes) "Paramathes" group - Xestia perigrapha (Püngeler, 1899) (type của Paramathes) retracta/tenuis group - Xestia basistriga Yoshimoto, 1995 - Xestia bifurcata Hreblay & Ronkay, 1998 - Xestia coronata Hacker & Peks, 1999 - Xestia destituta (Leech, 1900) - Xestia forsteri Boursin, 1964Bản mẫu:Check - Xestia hemitragidia (Boursin 1964)Bản mẫu:Check - Xestia nyei Plante, 1979 (= X. longijuxta) - Xestia retracta - Xestia schaeferi Hreblay & Ronkay, 1998 - Xestia semiretracta Yoshimoto, 1995 - Xestia subforsteri Hreblay, & Ronkay 1998 - Xestia tenuis (Butler 1889) - Xestia trifurcata Hacker & Peks, 1999 | "Yellow hindwings" group - Xestia bryocharis Boursin, 1948Bản mẫu:Check - Xestia draesekei Boursin, 1948 - Xestia efflorescens - Xestia flavilinea Wileman, 1912 - Xestia pseudoaccipiter Boursin, 1948 - Xestia semiherbida (Walker, 1857)Bản mẫu:Check - Xestia sternecki Boursin, 1948 - Xestia triphaenoides Boursin, 1948 Species group unknown - Xestia agalma (Püngeler, 1900) - Xestia albifurca (Erschoff, [1877]) - Xestia consanguinea (Moore, 1881) - Xestia costaestriga (Staudinger, 1895) - Xestia crassipuncta (Wileman & WestBản mẫu:Check, 1928) - Xestia homochroma (Hampson 1903) - Xestia isochroma (Hampson 1903) - Xestia isolata - Xestia junctura (Moore, 1881)Bản mẫu:Check - Xestia kecskerago Gyulai & L.Ronkay, 2006 - Xestia latinigra (Prout, 1928) - Xestia mandarina (Leech, 1900)Bản mẫu:Check - Xestia olivascens (Hampson, 1894)Bản mẫu:Check - Xestia renalis - Xestia rosifunda (Dyar, 1916)Bản mẫu:Check - Xestia senescens (Staudinger, 1881)Bản mẫu:Check (trước đây gọi là in Eugraphe) |